# Bonnières (Oise)
Bonnières és un municipi francès, situat al departament de l'Oise i a la regió dels Alts de França. L'any 2007 tenia 164 habitants.

## Demografia

### Població
El 2007 la població de fet de Bonnières era de 164 persones. Hi havia 66 famílies de les quals 16 eren unipersonals (4 homes vivint sols i 12 dones vivint soles), 25 parelles sense fills, 21 parelles amb fills i 4 famílies monoparentals amb fills.
La població ha evolucionat segons el següent gràfic:
Habitants censats

### Habitatges
El 2007 hi havia 100 habitatges, 71 eren l'habitatge principal de la família, 24 eren segones residències i 6 estaven desocupats. Tots els 100 habitatges eren cases. Dels 71 habitatges principals, 62 estaven ocupats pels seus propietaris, 8 estaven llogats i ocupats pels llogaters i 1 estava cedit a títol gratuït; 5 tenien dues cambres, 9 en tenien tres, 19 en tenien quatre i 38 en tenien cinc o més. 58 habitatges disposaven pel capbaix d'una plaça de pàrquing. A 28 habitatges hi havia un automòbil i a 32 n'hi havia dos o més.

### Piràmide de població
La piràmide de població per edats i sexe el 2009 era:
| Homes | Edats   | Dones |
| ----- | ------- | ----- |
| 0     | 95 o +  | 0     |
| 0     | 90 a 94 | 0     |
| 0     | 85 a 89 | 0     |
| 0     | 80 a 84 | 4     |
| 4     | 75 a 79 | 0     |
| 4     | 70 a 74 | 12    |
| 0     | 65 a 69 | 0     |
| 4     | 60 a 64 | 4     |
| 0     | 55 a 59 | 0     |
| 16    | 50 a 54 | 8     |
| 8     | 45 a 49 | 8     |
| 8     | 40 a 44 | 4     |
| 16    | 35 a 39 | 20    |
| 0     | 30 a 34 | 0     |
| 0     | 25 a 29 | 4     |
| 13    | 20 a 24 | 0     |
| 4     | 15 a 19 | 8     |
| 8     | 10 a 14 | 12    |
| 4     | 5 a 9   | 0     |
| 0     | 0 a 4   | 0     |

## Economia
El 2007 la població en edat de treballar era de 110 persones, 88 eren actives i 22 eren inactives. De les 88 persones actives 78 estaven ocupades (47 homes i 31 dones) i 9 estaven aturades (3 homes i 6 dones). De les 22 persones inactives 7 estaven jubilades, 7 estaven estudiant i 8 estaven classificades com a «altres inactius».

### Ingressos
El 2009 a Bonnières hi havia 70 unitats fiscals que integraven 161 persones, la mediana anual d'ingressos fiscals per persona era de 19.753 €.

### Activitats econòmiques
Dels 9 establiments que hi havia el 2007, 2 eren d'empreses de fabricació d'altres productes industrials, 3 d'empreses de construcció, 1 d'una empresa de comerç i reparació d'automòbils, 2 d'empreses de serveis i 1 d'una empresa classificada com a «altres activitats de serveis».
Dels 3 establiments de servei als particulars que hi havia el 2009, 2 eren paletes i 1 electricista.
L'any 2000 a Bonnières hi havia 3 explotacions agrícoles.

## Poblacions més properes
El següent diagrama mostra les poblacions més properes.